# Richard Evelyn Byrd
Richard Evelyn Byrd (Winchester, 25 ottobre 1888 – Boston, 11 marzo 1957) è stato un ammiraglio ed esploratore statunitense.

## Biografia
Nel 1918 entrò a far parte della squadra aerea della Marina e fu presto promosso al grado di capitano di corvetta. Nel 1925 ottenne il comando delle attività aeree della spedizione americana in Groenlandia guidata da Donald Baxter MacMillan. L'anno successivo Byrd annunciò al mondo di essere stato il primo, insieme al suo copilota Floyd Bennett, a sorvolare il Polo nord. Il ritrovamento dei suoi diari di viaggio ha però portato gli esperti a concludere che Byrd e Bennett fecero ritorno in Groenlandia quando il loro apparecchio distava ancora 243 km dalla verticale del Polo. I primi a riuscire nell'impresa furono quindi Roald Amundsen, Umberto Nobile e Lincoln Ellsworth, a bordo del dirigibile Norge, tre giorni dopo il viaggio incompleto di Byrd e Bennett.
Tra il 1928 e il 1947, Byrd effettuò quattro importanti spedizioni in Antartide, con le quali diede un fondamentale contributo alla conoscenza di questo continente. Nel 1929 sorvolò il Polo sud, un'impresa mai riuscita prima di allora. Nel 1955 gli fu affidato il comando dell'operazione Deep Freeze, la spedizione antartica organizzata dagli Stati Uniti per l'Anno geofisico internazionale, che si sarebbe tenuto due anni più tardi. Ma non riuscì a portare a termine l'impresa: la morte lo colse infatti qualche settimana dopo aver sorvolato per l'ultima volta il Polo sud. Tra i suoi scritti ricordiamo Skyward (1928), Little America (1930), Discovery (1935) e Alone (1938).

### Spedizione antartica in solitaria del 1934
Nel 1934 fu protagonista di una spedizione antartica statunitense volta a studiare ed esplorare via terra il continente artico. Accompagnato da decine di altri compagni d’avventura, compresi molti cani da slitta e persino una mucca, Byrd, partendo da Little America, una piccola base sulla costa del continente antartico, voleva passare l’intera notte antartica, che va da aprile a ottobre, in isolamento tra i ghiacci, con lo scopo di raccogliere dati scientifici in posti in cui nessuno era mai stato prima. Dai suoi racconti, tratti nel libro Alone, si racconta come l'avventuriero decise di sfruttare l’occasione per sperimentare un'esistenza condizionata da profonda solitudine.
Negli ultimi giorni del marzo 1934 Byrd raggiunse in aereo la base nella quale avrebbe soggiornato per i mesi a seguire, una stazione scientifica ricavata al di sotto del livello dei ghiacci, per essere protetta dai venti artici, fornita di provviste (verdura essiccata e carne di foca), libri e con un'unica botola nel soffitto come via d'uscita. Questo bunker sotterraneo si trovava a centinaia di chilometri da Little America e una volta scesa la notte artica nessun aereo avrebbe più potuto raggiungerla per i successivi 5 mesi.
Byrd vide il sole tramontare l’ultima volta il 12 aprile e, nonostante le prime settimane trascorressero in modo relativamente tranquillo, verso giugno iniziarono i primi inconvenienti legati alle esalazioni di monossido di carbonio della stufa a olio utilizzata per riscaldarsi, che spinsero l'avventuriero a dover scegliere tra la possibilità di scaldarsi, col rischio di venir intossicato, oppure respirare aria proveniente dall'esterno, rischiando però il congelamento. Nonostante uscire fuori dal bunker fosse proibitivo per la scarsa luminosità, le condizioni atmosferiche, l'alta probabilità di cadere in un crepaccio o di non ritrovare la botola di ingresso, Byrd fece alcune sortite, l'ultima delle quali però rischiò di concludersi con l'impossibilità di rientrare nel rifugio a causa della botola bloccata dal ghiaccio. Fu solo grazie ad una pala, usata come leva per forzare l'ingresso che riuscì in extremis a salvarsi.
Durante il soggiorno Byrd perse circa 30 kg e l'isolamento lo portò quasi alla demenza. Il 5 giugno si ruppe il generatore elettrico necessario per far funzionare la radio, che venne sostituita da un telegrafo di emergenza, azionabile a pedali, per l'invio di codici Morse ai compagni in base a Little America. Probabilmente insospettiti dalla scarsa lucidità di alcune sue comunicazioni alcuni compagni tentarono di organizzare spedizioni di recupero, fallendo in due occasioni. Al terzo tentativo, tre uomini della missione riuscirono a raggiungerlo l'11 agosto del 1934. «Lui li accolse offrendo loro un piatto di zuppa», ha scritto il New York Times, «poi collassò al suolo». I quattro restarono nel rifugio alcune settimane, in attesa che arrivasse il sole e qualcun altro potesse raggiungerli per riportarli alla base principale.